# Линька

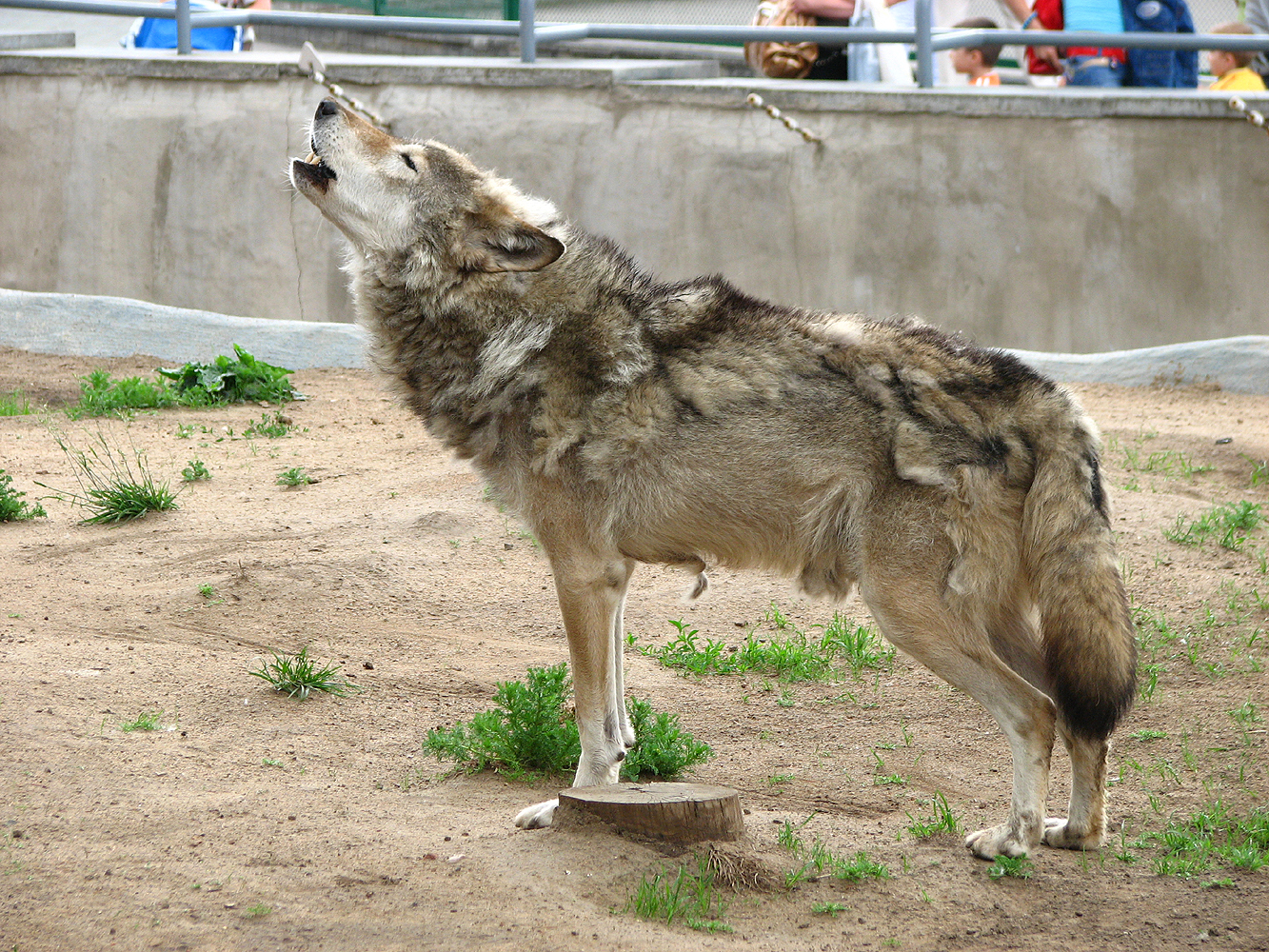
Волк в стадии линьки (Московский зоопарк, июнь)

Ли́нька — процесс смены и восстановления покровов животных, имеющий разнообразный характер. У рептилий она сопровождается сменой эпидермиса (кожи), а у млекопитающих и птиц сменой кожного покрова (перья, мех, шерсть), у насекомых во время линьки могут заменяться целые части тела, такие, как крылья или экзоскелет.
Среди позвоночных линька встречается у всех тетрапод. Линяют, сбрасывая несколько слоёв ороговевших клеток эпителия, лягушки и жабы. Линька также характерна для представителей пресмыкающихся. Среди рептилий змеи периодически целиком сбрасывают роговой покров, при этом образуется т. н. выползок — сброшенная «шкурка» змеи. У птиц при линьке сменяется оперение, причем в умеренных и приполярных широтах происходит сезонная линька (весной и осенью) — смена зимнего оперения на летнее. Иногда при этом меняется его окраска (полярная сова, белая куропатка). У млекопитающих, живущих в умеренных широтах, как правило, линька также происходит два раза в год — весной, когда сбрасывается густая зимняя шерсть, и осенью, когда нарастает тёплый зимний покров. Зачастую меняется и цвет этого покрова, например у зайцев, белок и других.

## Примеры
| Животное               | Объект линьки | Период линьки                                           | Описание |
| ---------------------- | ------------- | ------------------------------------------------------- | --- |
| Кошки                  | Мех           | Весна, лето                                             | Кошачья линька как правило начинается весной или к началу лета, в процессе линьки у животного выпадает «зимний мех», отличающийся от летнего большей плотностью и оберегающий кошку от переохлаждения. Летний мех, наоборот, более короткий. Некоторых кошек требуется расчёсывать в период линьки, так как в обновлённом меху у них могут застрять мёртвые волоски. |
| Куры                   | Перья         | Осень                                                   | Линька у курицы происходит раз в год и чаще всего осенью. Во время линьки у птицы обновляется перьевой покров, она перестаёт высиживать яйца, а по завершении линьки снова может стать наседкой. |
| Собаки и другие псовые | Мех           | Весна и осень                                           | Псовые линяют дважды год для обновления своего меха для холодных зимних сезонов и тёплых летних. За линьку у собаки отвечает мелатонин, выделяемый шишковидной железой в ответ на сезонные колебания, а именно изменения освещённости и температуры. Линька особо ярко выражена у животных, обитающих за полярным кругом.                                            |
| Змеи                   | Кожа          | Когда кожа стареет                                      | Линька у змеи начинается, когда её кожа становится достаточно старой и ороговевшей. Чтобы ускорить процесс, змеи могут тереться о разные поверхности. |
| Ящерицы                | Кожа          | Когда кожа стареет                                      | Линька у ящерицы начинается, когда её кожа становится достаточно старой и ороговевшей. Как и змеи, ящерицы стараются ускорить процесс линьки и трутся о поверхности или пытаются сами отодрать кожу. Некоторые виды съедают свою старую кожу. |
| Раки-отшельники        | Экзоскелет    | Когда панцирь становится мал                            | Линька у рака длится нескольких недель, в это время животное прячется в песке, а по окончании линьки поедает свой старый экзоскелет. |
| Амфибии                | Кожа          | Постоянно                                               | Многие амфибии, в том числе саламандры и лягушки, периодически линяют и затем едят свою кожу. |
| Паукообразные          | Экзоскелет    | Когда экзоскелет становится мал                         | У пауков линька начинается всегда, когда они перерастают свой экзоскелет. До начала линьки паук начинает вести отшельнический образ жизни и голодает. |
| Насекомые              | Экзоскелет    | Превращение личинки в имаго; для обновления экзоскелета | Процесс превращения личинки в имаго сопровождается линькой, в процессе которой мягкая кожа личинки преобразуется в стенки куколки, внутри которой образуется экзоскелет будущего имаго. После чего взрослая особь может проходить повторный процесс линьки, чтобы обновлять свой экзоскелет.                                                                         |

## Млекопитающие
У большинства млекопитающих во время линьки полностью или частично сменяется шерстяной покров, а кожа животного утолщается и становится рыхлее и происходит смена верхнего слоя эпидермиса. У млекопитающих принято различать 3 вида линьки: возрастную, сезонную и компенсационную. При возрастной линьке происходит смена первичного и мягкого меха подростка на взрослый, более грубый и остистый. Сезонная линька связана с адаптацией животного к изменяющейся окружающей среде; зимний мех более густой и длинный и защищает животное от переохлаждения, а летний мех тоньше и короче и обладает высокой теплопроводностью. Сезонная линька происходит весной и осенью, но животные, впадающие в спячку, не имеют сезонную линьку. Третья линька, компенсационная, происходит в результате повреждения участков тела химическим воздействием и наблюдается, как правило, у домашнего скота.

## Птицы
| Американский жулан во время линьки                        | Американский жулан с нормальным оперением |
| Американский жулан во время линьки и в обычном состоянии. |                                           |

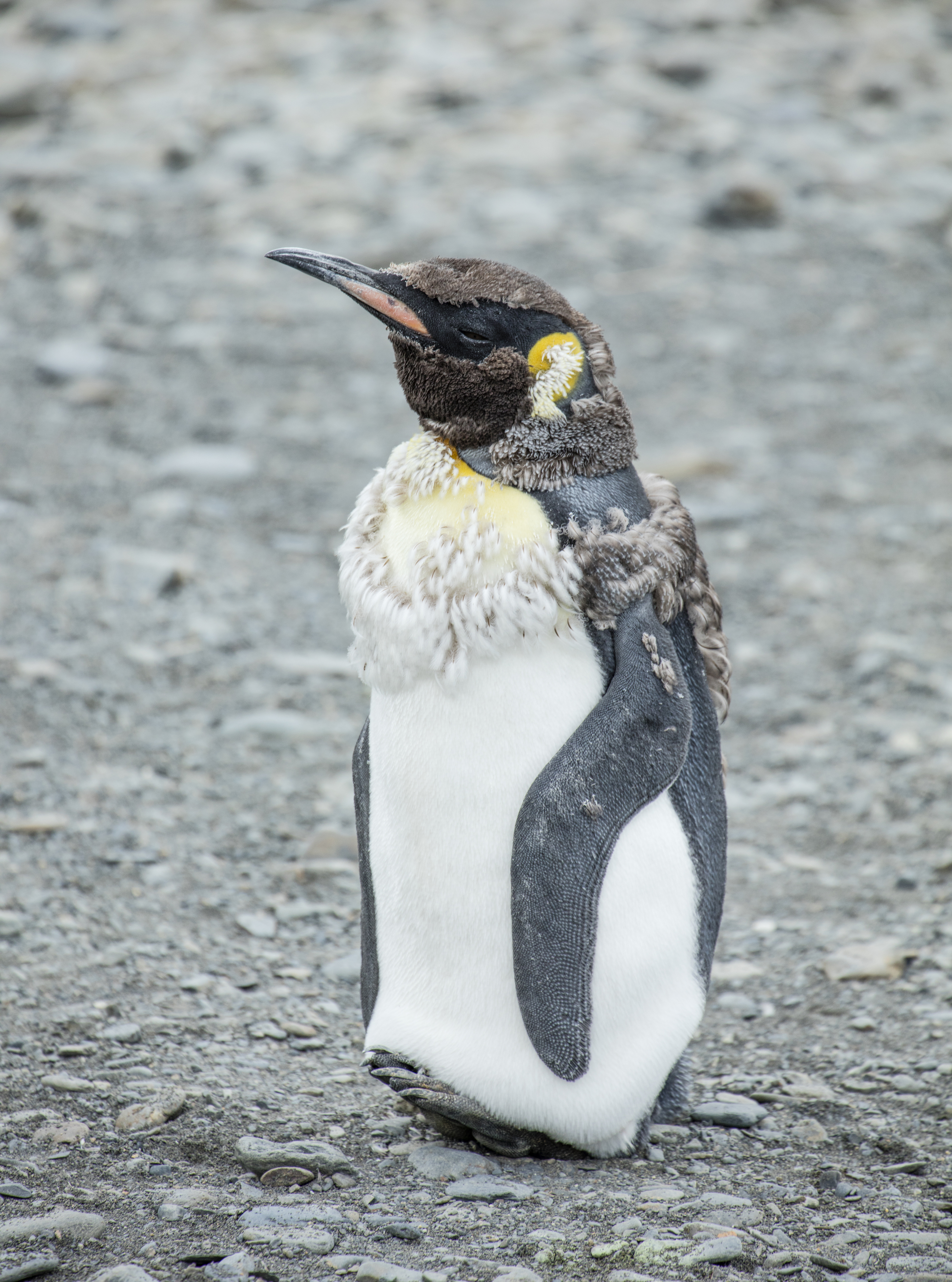
Линька у королевского пингвина

Линька у птиц сопровождается обновлением перьевого покрова, когда кожный эпидермис отторгает старые перья, и на их месте вырастают новые. Линька необходима птицам, чтобы заменять их сломанные и изношенные перья. У большинства видов линька происходит раз в год, однако в редких случаях она может происходить дважды. Сам процесс линьки у птицы длится медленно и поэтапно: линьке подвергаются отдельные части тела в разное время. Например, сначала она затрагивает голову и тело птицы, а затем её крылья и хвост. Это объясняется необходимостью сохранять высокую температуру тела. Некоторые виды птиц во время линьки не могут летать и должны найти для себя безопасное место с постоянным источником питания. Новое оперение, как правило, тонкое. Если птица страдает от болезней или паразитов, то её новое оперение может быть неровным, могут даже появляться проплешины. У домашних птиц это может быть последствием постоянного выщипывания своих перьев.
Процесс линьки происходит следующим образом: в определённом участке тела старые перья сбрасываются, после чего на их месте вырастают зачатки новых перьев; когда зачатки становятся полноценными перьями, тот же процесс повторяется в другом участке тела; такой процесс цикличен и сопровождается симметричными потерями и заменами перьев. Сами перья составляют от 4% до 12% от общего птичьего веса, сей процесс всегда становится для птицы изнурительным. Поэтому линьки начинаются, как правило, после сезона размножения, но когда холода ещё не наступили, а еда остаётся в изобилии. У некоторых видов линьке могут подвергнуться самцы во время брачного периода, во время которого самец получает более яркое оперение, например у бархатных ткачей. 

### Искусственная линька
На многих предприятиях, разводящих кур, искусственно провоцируют линьку у птиц, чтобы избежать естественной линьки, во время которой птица перестаёт откладывать яйца. Этого достигают, лишая курицу источника питания, а иногда и воды, на 7–14 дней, после чего несушка теряет треть массы тела и у нее начинается линька. При этом птица продолжает откладывать яйца. По данным на 2003 год, на 75% предприятий США, продающих яйца, практиковали вынужденную линьку у кур. Другие способы спровоцировать линьку заключаются в диетах с низким содержанием натрия, кальция, йода и цинка, чтобы спровоцировать у кур нарушение пищеварения и истощение.

## Рептилии

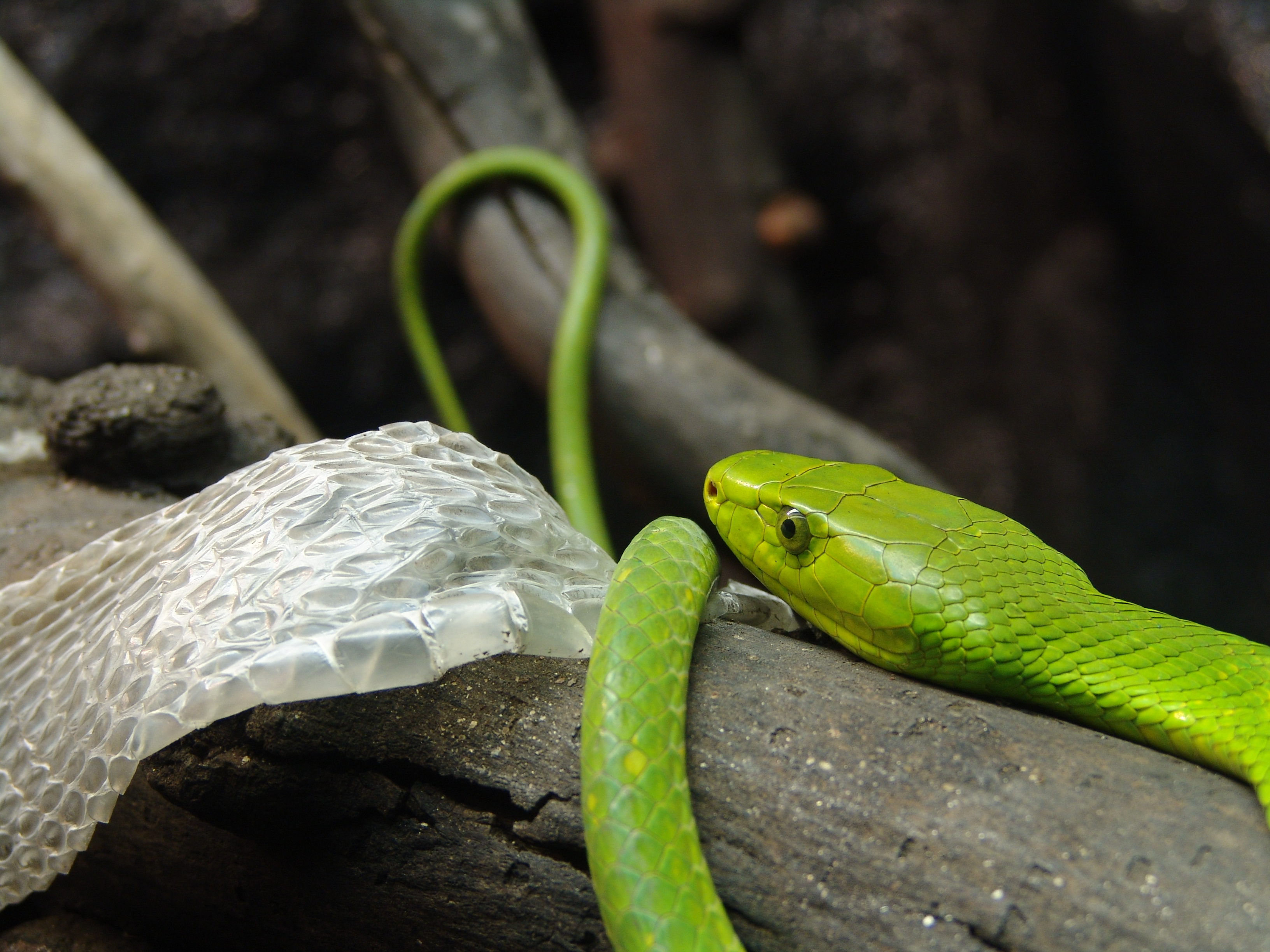
Узкоголовая мамба только что избавилась от старой кожи

Пресмыкающиеся должны регулярно менять кожу, чтобы избавиться от старой, при этом на скорость старения кожи влияет питание животного, окружающая среда, влажность и температура. Процесс линьки начинается образованием нового трёхслойного эпидермиса под старой кожей. Когда новая кожа формируется полностью, старая начинает постепенно слезать. Линька у разных рептилий значительно разнится. У змей и некоторых ящериц линька затрагивает всё тело: змея стремится избавиться от старой кожи и трётся для этого о разные объекты, например, камни. У других же рептилий линька может длится медленно и похожа на шелушение. Как правило, змея вылезает из старой кожи «чулком», а ящерица избавляется от кожи фрагментами.
Во время линьки животное испытывает стресс и, как правило, стремится найти для себя уединённое и безопасное место или начинает вести себя агрессивно, у животного ухудшается кровоток, что может сопровождается сердечной недостаточностью, змеи теряют аппетит. Линька у рептилий может сопровождаться различными осложнениями, такими, как поражение участков кожи грибками или бактериями, или же старая кожа может сходить лишь частями и образовывать кольца на теле животного, сдавливая его. Процесс линьки также нарушают нанесённые раны или ожоги.

## Беспозвоночные
Среди беспозвоночных типичная линька встречается у нематод, головохоботных, членистоногих и близких к ним групп. У большинства этих животных линька регулируется гормоном экдизоном. Так как по данным молекулярной филогенетики эти группы родственны друг другу, в последнее время их объединяют под названием Ecdysosoa — Линяющие. У этих групп линька сводится к периодическому сбрасыванию и смене кутикулы. Перед линькой внутренние слои старой кутикулы растворяются, а под ней клетки гиподермы секретируют новую кутикулу. После линьки животное быстро увеличивается в размерах (обычно путём поглощения воды или «надувания» воздухом) до затвердевания новой кутикулы, после чего рост прекращается до следующей линьки (периодический рост). Во время линьки насекомые не могут дышать.
У нематод линяют личинки (обычно имеется четыре личиночные стадии), взрослые нематоды не растут и не линяют. У большинства групп членистоногих (ракообразные, пауки и др.) линьки и рост продолжаются в течение всей жизни.
Линька у насекомых, как правило, многократна на стадии личинки. У насекомых с полным превращением при последней линьке личинка превращается в куколку, а после сбрасывания покровов куколки насекомое превращается во взрослую форму — имаго. У насекомых с неполным превращением при последней линьке личинка превращается в имаго. Только у подёнок имеется крылатая стадия субимаго, которая перед превращением во взрослое насекомое линяет еще один раз.

## Галерея

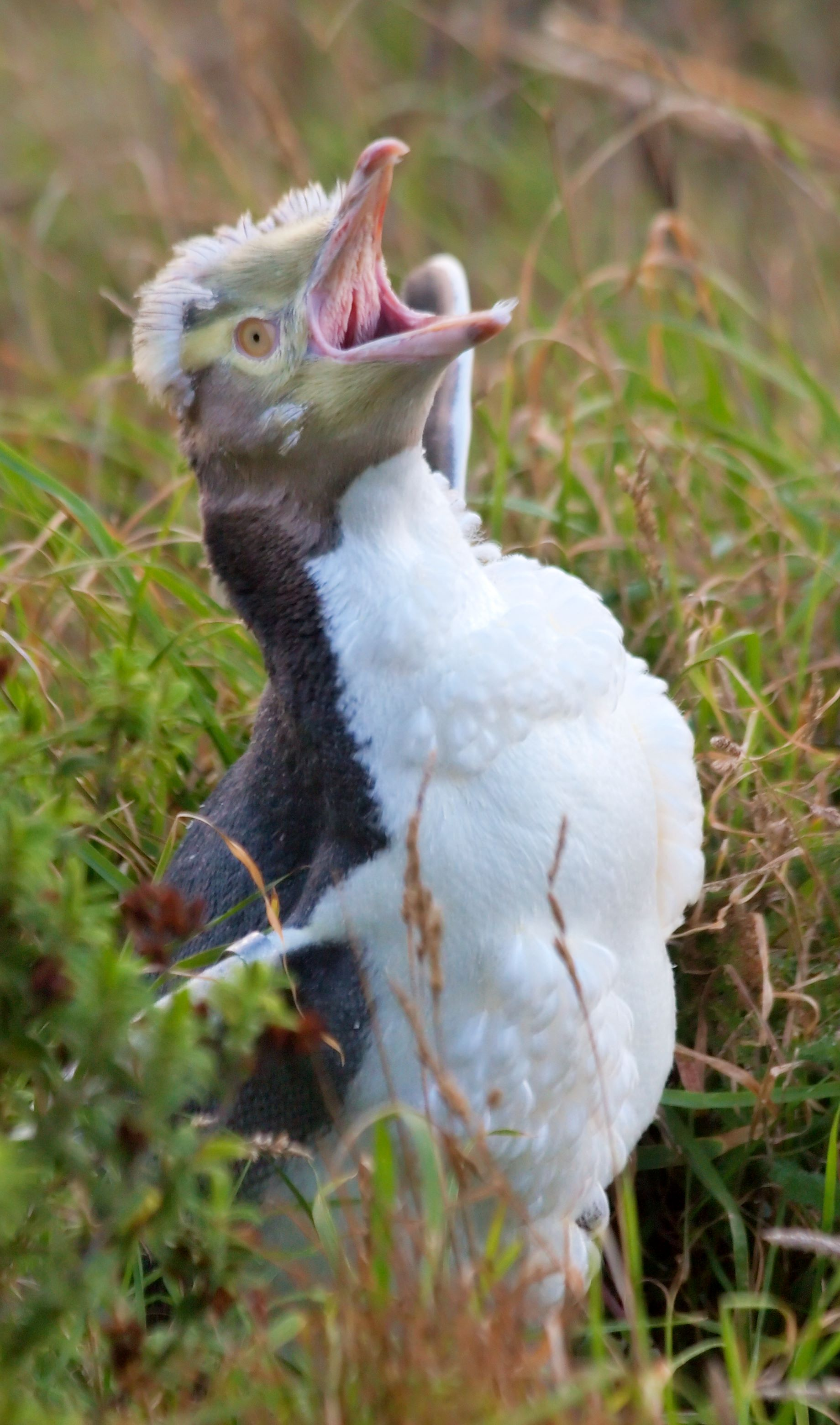
Линька у желтоглазого пингвина.
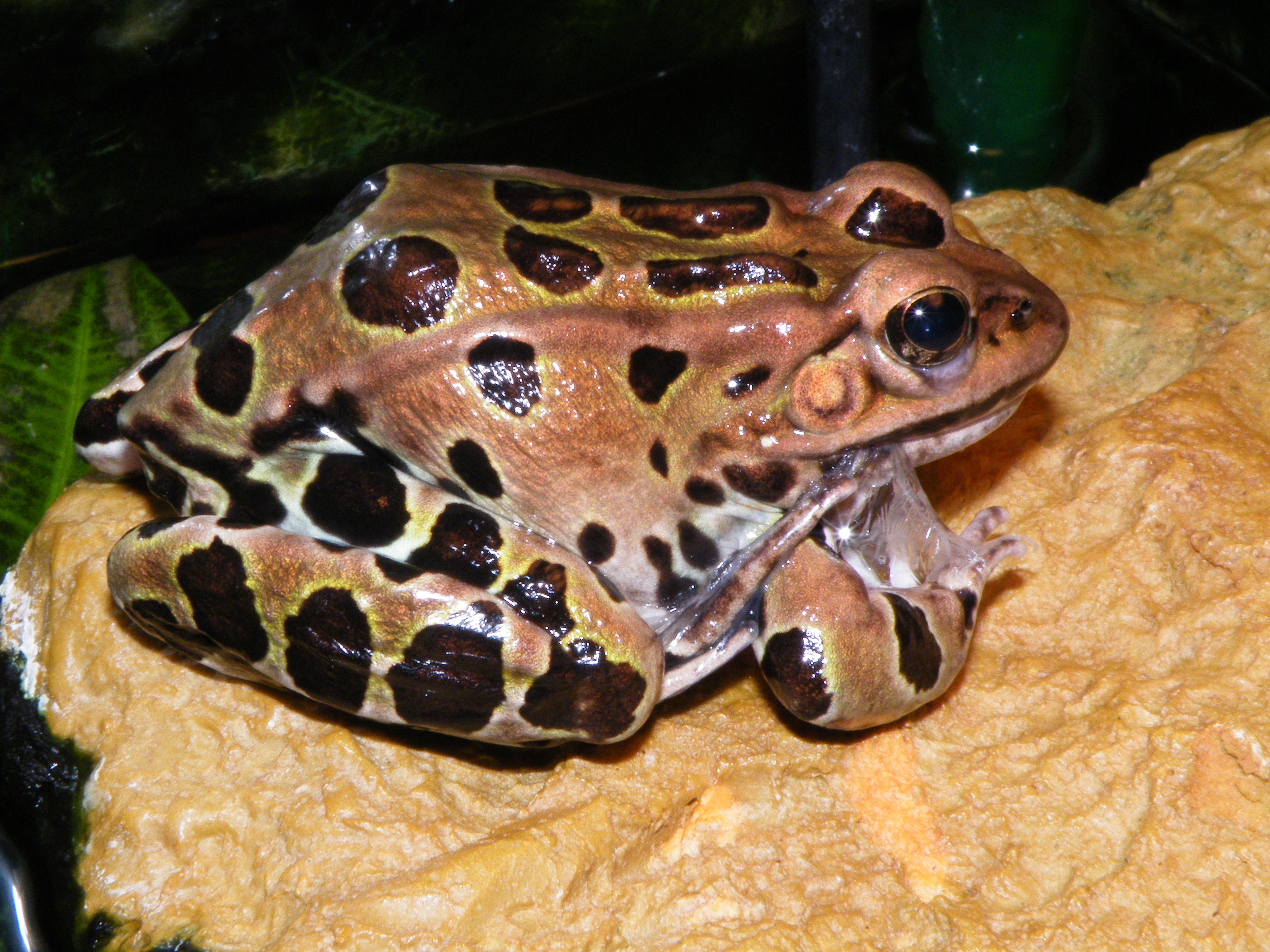
Леопардовая лягушка поедает свою старую кожу
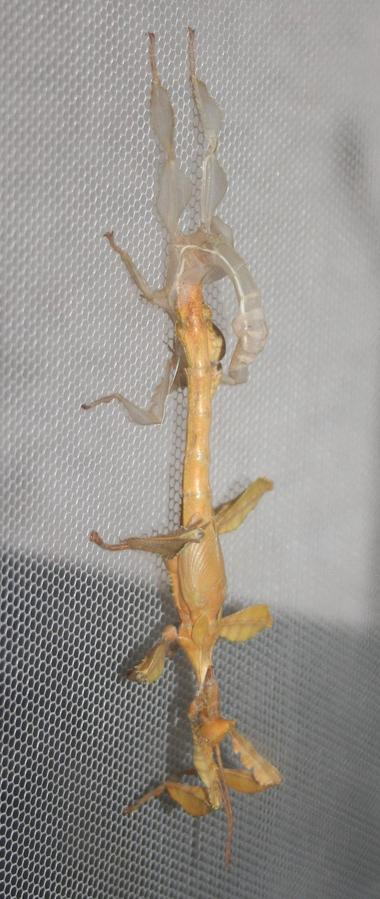
Гигантский колючий палочник избавляется от своей старой кожи
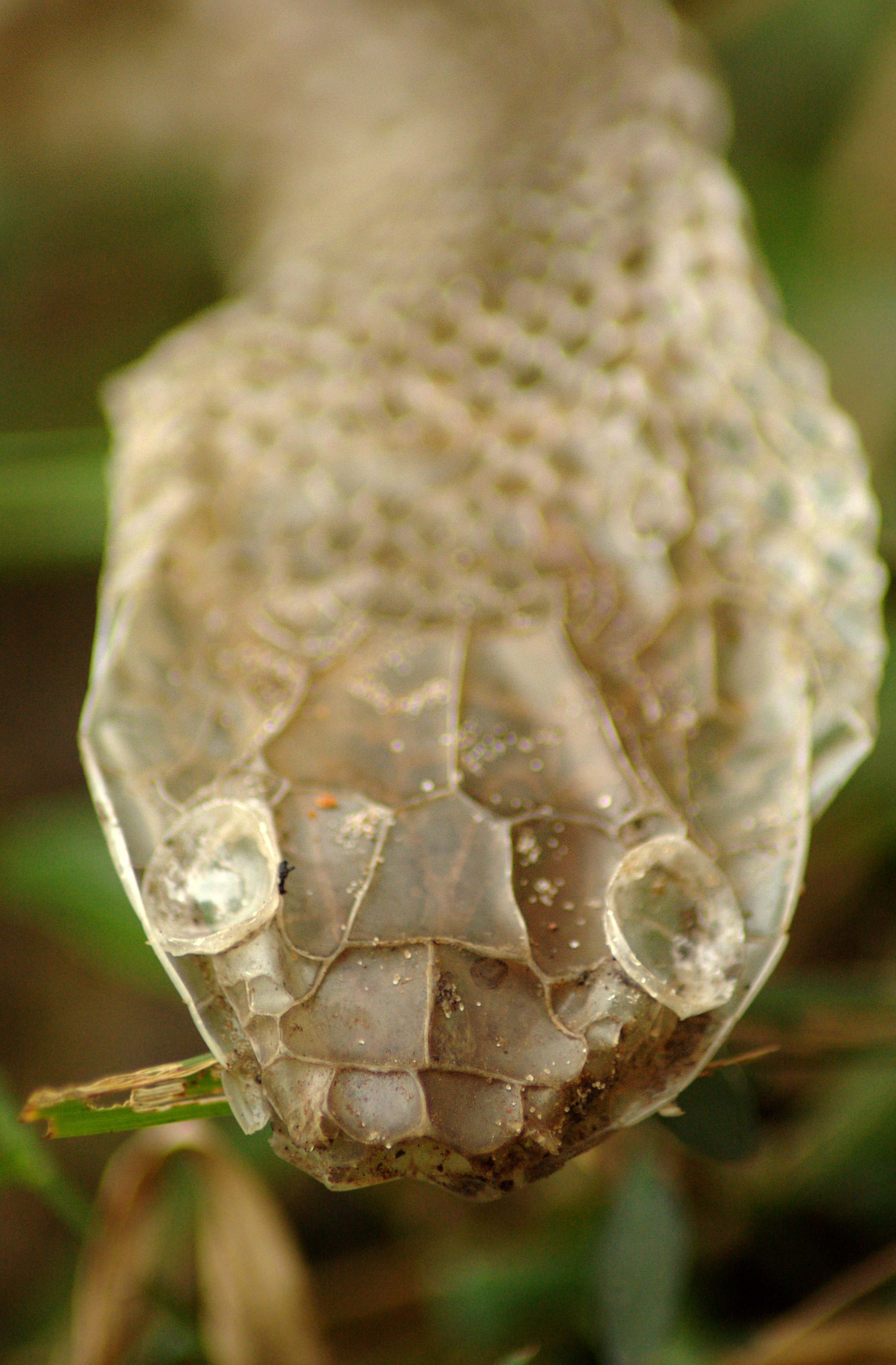
Сброшенная кожа головы змеи
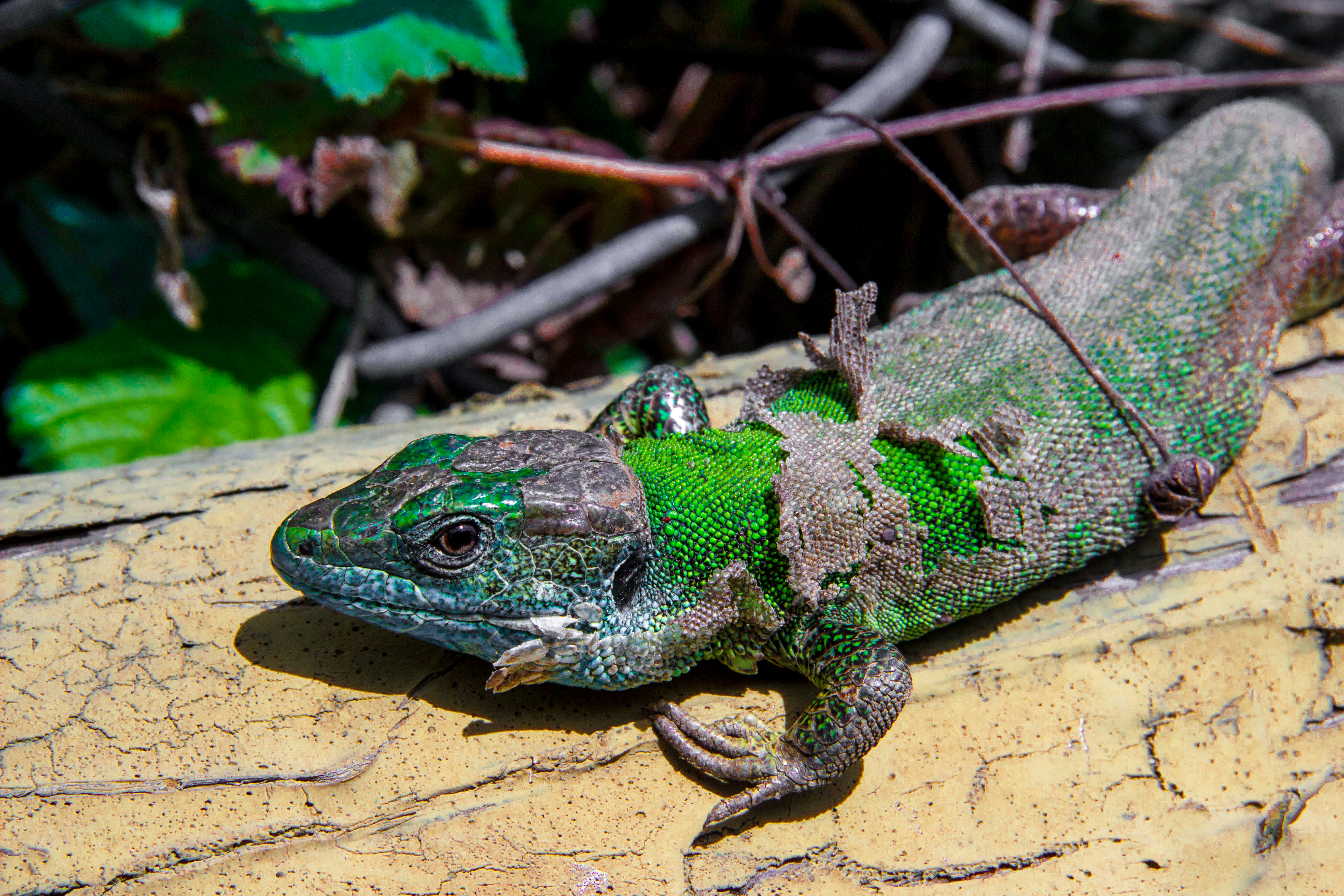
Зелёная ящерица в процессе линьки.
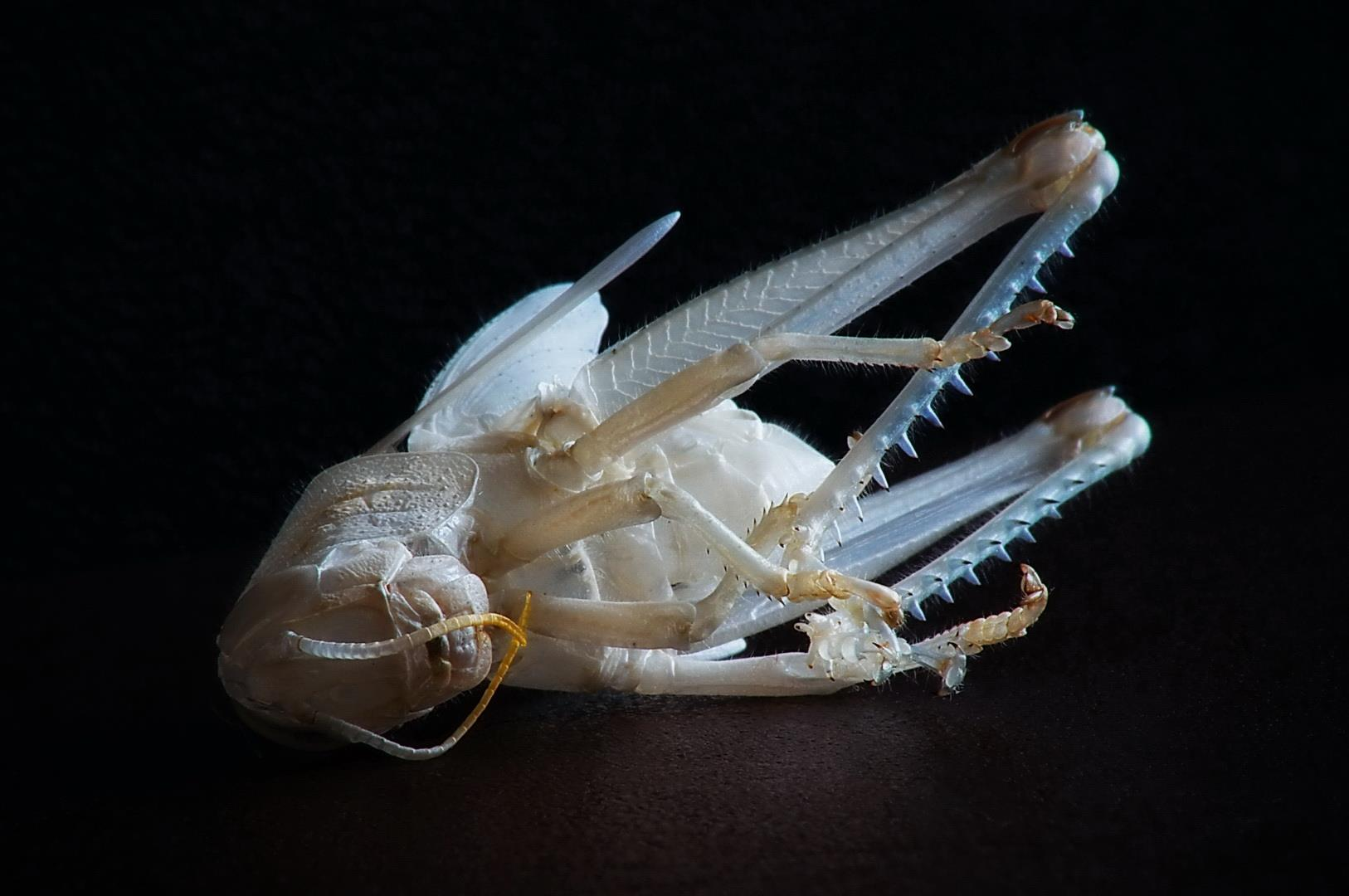
Сброшенный экзоскелет кузнечика
Линька Цикады